# سرجیو سانتیماریا
سرجیو سانتیماریا (ایتالیایی: Sergio Santimaria؛ زادهٔ ۲۶ آوریل ۱۹۵۷ ‏(۶۷ سال)) دوچرخه‌سوار اهل ایتالیا است.